# Spring Grove (Indiana)
Spring Grove est une municipalité située dans le comté de Wayne, dans l’État de l'Indiana, aux États-Unis. Lors du recensement de 2020, elle compte 332 habitants.